# Achmet Bajtursynuly
Achmet Bajtursynuly, v poruštěné verzi jména Achmet Bajtursynov (kazašsky: Ахмет Байтұрсынұлы, rusky: Ахмет Байтурсынов; 5. září 1873 — 8. prosince 1937) byl kazašský básník, novinář, aktivista a politik. Stal se obětí Stalinových represí.

## Život
Narodil se v oblasti dnes nazývané Kostanajská oblast. V čase jeho narození šlo o provincii Ruské říše. Již v mládí se setkal s nepříjemnými důsledky koloniální nadvlády - když do jeho vesnice přišli ruští důstojníci uspořádat pogrom, jeho otec a bratři se jim postavili a byli za to posláni na 15 let do vyhnanství na Sibiř. Achmeta pak vychovávali sousedé.
Oblast Rusové spravovali z ruského města Orenburg, kde byly vzdělávány i kazašské elity z oblasti. Učitelskou školu (založenou velkým kazašským reformátem Ybyrajem Altynsarinem) tam vystudoval i Achmet, absolvoval roku 1895. Ve stejném roce publikoval v regionálních novinách svůj první článek o kazašských příslovích. Poté působil jako učitel - v Aktobe, Kostanaji, Omsku a Karkaraly. V Kostanaji poznal svou ženu, Rusku Alexandru Ivanovnu, která kvůli němu přestoupila na islám.
V roce 1905 spolupracoval na vytvoření kazašského křídla Strany ústavních demokratů. Byl jedním z autorů Karkaralyjské petice, která se zasazovala o zastavení vyvlastňování půdy Kazachům a zastavení přílivu ruských přistěhovalců do Kazachstánu. V roce 1907 byl za kritiku carské správy poprvé uvězněn a poté znovu v roce 1909 - na 8 měsíců bez soudu, v semipalatinské věznici. Příčinou byla tentokrát jeho první kniha Čtyřicet přísloví, kterou toho roku vydal, a v níž podrobil kritice carský režim a obvinil ho ze stagnace své země. Ideje, které zastával, lze přiřadit k radikálně demokratickému politickému proudu. V roce 1911 vydal první básnickou sbírku nazvanou Masa. Rovněž překládal do kazaštiny básně významných ruských autorů, především Puškina a Lermontova. Přeložil též Krylovovy bajky.
V roce 1912 reformoval kazašskou abecedu, když vyloučil všechna čistě arabská písmena a přidal písmena specifická pro kazašský jazyk. Jeho abeceda s názvem tote jazu je stále používána Kazachy žijícími v Číně, Afghánistánu a Íránu. Rovněž vyvinul základy vědecké terminologie v kazaštině.
V roce 1913 v Orenburgu spoluzaložil kazašské noviny Qazaq, kde pak působil jako šéfredaktor. Noviny vycházely až do jara 1918.
Během únorové revoluce v roce 1917 se připojil ke straně Alaš usilující o to, aby Kazaši měli nezávislý stát. Byl pak jedním z hlavních představitelů nově vyhlášeného státu, tzv. Alašské autonomie. Ten byl silně spojen s bělogvardějci, kteří v ruské občanské válce bojovali proti bolševikům. Když se však bělogvardějci z oblasti stáhli, začali představitelé Alašské autonomie vyjednávat s bolševiky, kteří území nakonec obsadili. K těm, kdo byli za "alašskou epizodu" amnestováni, patřil i Achmet. Ten pak vstoupil do komunistické strany. Na začátku 20. let byl krátce i členem kazašské vlády - komisařem pro vzdělávání. Poté pracoval ve vzdělávacích a vědeckých institucích: v Regionálním lidovém komisariátu, ve Vědecké a literární komisi Lidového obchodního komisariátu, byl předsedou Vědecké společnosti pro kazašský region. V letech 1926–1928 učil na Kazašském institutu národního vzdělávání v Taškentu kazašský jazyk, literaturu a dějiny kultury. V roce 1928 přešel do nově otevřeného kazašského Státního pedagogického institutu v Almaty, kde byl jmenován profesorem.
2. června 1929 byl spolu se 43 dalšími bývalými alašskými aktivisty zatčen tajnou policií NKVD a poslán do butyrské věznice v Moskvě. 4. dubna 1930 byl odsouzen k smrti. Toto rozhodnutí bylo několikrát změněno, takže v roce 1932 byl deportován do vězení v Archangelsku. Vězněn byl tři roky, v roce 1935 byl propuštěn na přímluvu manželky Maxima Gorkého, která pracovala v komisi Červeného kříže. Vrátil se do Almaty, ale našel jen krátkodobá zaměstnání. 8. srpna 1937 byl znovu zatčen, jako "buržoazní nacionalista". O dva měsíce později byl zastřelen.